# Irma Pía González Luna
Irma Pía González Luna Corvera (n. Jalisco, México) es una funcionaria pública mexicana que desde principios de 2011 fungió como directora de la estación de televisión pública XEIMT-TV Canal 22 hasta 2012.

## Biografía
Irma Pía González Luna cursó la licenciatura de ciencias de la comunicación en la Universidad Jesuita de Guadalajara.
En 1996 se desempeñó como directora general de comunicación social en Jalisco, cargo que ostentó hasta 2001. 
Durante el mandato presidencial de Vicente Fox Quesada, estuvo a cargo de la dirección general de relaciones interinstitucionales de la Coordinación General de Comunicación Social de la presidencia. En 2007, durante el gobierno de Felipe Calderón Hinojosa se la designó directora de radio, televisión y cinematografía de la Secretaría de Gobernación.
A principios de 2008, el entonces secretario de gobernación Juan Camilo Mouriño la nombró subsecretaria de normatividad de medios de la Secretaría de Gobernación (SEGOB). A su término, en 2010, se hizo responsable de la coordinación de proyectos especiales de la Secretaría de Educación Pública (SEP). 
En marzo de 2011, se la nombró directora de la estación de televisión pública XEIMT-TV Canal 22, tras la renuncia del escritor Jorge Volpi, convirtiéndose así en la cuarta directora de la estación (tras José María Pérez Gay, Enrique Strauss y Volpi) y en la primera mujer en tener a cargo la dirección de la misma.
Su designación atrajo críticas de analistas de los medios de comunicación debido a que consideraron que «posee escasa experiencia cultural» dada su trayectoria predominante en la administración pública federal y estatal. Al asumir la dirección de Canal 22, González Luna estuvo acompañada de Consuelo Sáizar Guerrero, presidenta del  Consejo Nacional para la Cultura y las Artes (CONACULTA).

## Vida personal
González Luna es nieta de Efraín González Luna, uno de los fundadores del Partido Acción Nacional (PAN).